# Paracraspedothrix
Paracraspedothrix – rodzaj muchówek z rodziny rączycowatych (Tachinidae).

## Wybrane gatunki
- P. angulicornis (Curran, 1930)[1]
- P. montivagaVilleneuve, 1919[2]